# Serie A de México 2025-26
La Temporada 2025-26 de la Serie A de México, parte de la Segunda División de México llamada oficialmente Liga Premier, será el 53.º torneo de la competencia correspondiente a la LXXVI temporada de la categoría.

## Sistema de competición
El sistema de competición de este torneo se desarrolla en dos fases:
- Fase de calificación: que se integra por las 26 jornadas del torneo regular. Durante esta ronda se enfrentarán los integrantes de sus respectivos grupos dos veces.
- Fase final: que se integrará por los partidos de ida y vuelta en rondas de Reclasificación, Cuartos de final, Semifinales y Final de temporada.

### Fase de calificación
En la fase de calificación se observa el sistema de puntos. La ubicación en la tabla general está sujeta a lo siguiente:
- Por juego ganado se obtienen tres puntos (Si el visitante gana por diferencia de 2 o más goles se lleva el punto extra).
- Por juego empatado se obtiene un punto (En caso de empate a 2 o más goles se juegan en penales el punto extra).
- Por juego perdido no se otorgan puntos.

El orden de los Clubes al final de la Fase de Calificación del Torneo corresponderá a la suma de los puntos obtenidos por cada uno de ellos y se presentará en forma descendente. Si al finalizar las 26 jornadas del Torneo, dos o más clubes estuviesen empatados en puntos, su posición en la Tabla general será determinada atendiendo a los siguientes criterios de desempate:
1. Mejor diferencia entre los goles anotados y recibidos.
2. Mayor número de goles anotados.
3. Marcadores particulares entre los Clubes empatados.
4. Mayor número de goles anotados como visitante.
5. Mejor ubicado en la Tabla general de cociente.
6. Tabla Fair Play.
7. Sorteo.

Para determinar los lugares que ocuparán los Clubes que participen en la Fase final del Torneo se tomará como base la TABLA DE COCIENTES.
Participarán automáticamente por el Título de Campeón de la Liga Premier Serie A los cuatro primeros lugares de cada uno de los tres grupos, además del quinto clasificado con el mejor desempeño en la temporada.

### Fase final

#### Fase final de Ascenso
Los 14 clubes calificados para la liguilla del torneo serán reubicados de acuerdo con el lugar que ocupen en la TABLA DE SU GRUPO al término de la jornada 26, con el puesto del número uno al Club mejor clasificado, y así hasta el # 14, recorriéndose un lugar en caso de que un equipo filial se clasifique entre los primeros catorce lugares. Los partidos a esta Fase se desarrollarán a visita recíproca, en las siguientes etapas:
- Reclasificación
- Cuartos de final
- Semifinales
- Final de temporada

Los clubes vencedores en los partidos de Reclasificación, Cuartos de final y Semifinales serán aquellos que en los dos juegos anote el mayor número de goles. De existir empate en el número de goles anotados, la posición se definirá a favor del Club con mejor desempeño en la temporada regular, lo que se determinará a través de la tabla de clasificación de cada uno de los dos grupos.
Los partidos correspondientes a la Fase final se jugarán obligatoriamente los días miércoles y sábado, y jueves y domingo eligiendo, en su caso, exclusivamente en forma descendente, los cuatro clubes mejor clasificados en la Tabla de cocientes al término de la jornada 34, el día y horario de su partido como local. Los siguientes cuatro clubes podrán elegir únicamente el horario.
El club vencedor de la Final y por lo tanto campeón, será aquel que en los dos partidos anote el mayor número de goles. Si al término del tiempo reglamentario el partido está empatado, se agregarán dos tiempos extras de 15 minutos cada uno. De persistir el empate en estos periodos, se procederá a lanzar tiros penales hasta que resulte un vencedor.

Los partidos de Cuartos de final se jugarán de la siguiente manera:
1° vs 8° 
2° vs 7°
3° vs 6° 
En las Semifinales participarán los cuatro vencedores de los cuartos de final, reubicándolos del uno al cuatro, de acuerdo a su mejor posición en la Tabla de cocientes al término de la jornada 34 del Torneo, enfrentándose:
2° vs 3°
Los dos ganadores de las semifinales disputarán la final de grupo para determinar al equipo que disputará la final nacional.
Disputarán el Título de Campeón de la temporada, los dos clubes vencedores de la Fase Semifinal correspondiente, reubicándolos del uno al dos, de acuerdo a su mejor posición en la Tabla de cocientes al término de las 34 jornadas del Torneo.

#### Fase final de filiales
Los cuatro clubes calificados para cada liguilla del torneo serán reubicados de acuerdo con el lugar que ocupen en la tabla general de la temporada al término de la jornada 26, con el puesto del número uno al Club mejor clasificado, y así hasta el #4. Los partidos a esta Fase se desarrollarán a visita, en las siguientes etapas:
- Semifinales
- Final

Los clubes vencedores en los partidos de cuartos de final y semifinal serán aquellos que en los dos juegos anote el mayor número de goles. De existir empate en el número de goles anotados, la posición se definirá a favor del club con mayor cantidad de goles a favor cuando actúe como visitante.
Si una vez aplicado el criterio anterior los clubes siguieran empatados, se observará la posición de los Clubes en la Tabla de cocientes.
Los partidos correspondientes a la Fase final se jugarán obligatoriamente los días miércoles y sábado, y jueves y domingo eligiendo, en su caso, exclusivamente en forma descendente, los dos clubes mejor clasificados en la Tabla de cocientes al término de la jornada 34, el día y horario de su partido como local. Los siguientes dos clubes podrán elegir únicamente el horario.
El club vencedor de la Final y por lo tanto campeón, será aquel que en los dos partidos anote el mayor número de goles. Si al término del tiempo reglamentario el partido está empatado, se agregarán dos tiempos extras de 15 minutos cada uno. De persistir el empate en estos periodos, se procederá a lanzar tiros penales hasta que resulte un vencedor.
En las Semifinales participarán los cuatro clubes mejor posicionados en la tabla general que tengan la condición de filiales, reubicándolos del uno al cuatro, de acuerdo a su mejor posición en la Tabla de cocientes al término de la jornada 34 del Torneo, enfrentándose:
2° vs 3°
Disputarán el Título de Campeón de la temporada, los dos clubes vencedores de la Fase Semifinal correspondiente, reubicándolos del uno al dos, de acuerdo a su mejor posición en la Tabla de cocientes al término de las 34 jornadas del Torneo.

## Cambios
- A partir de esta temporada se reintrodujo el sistema de torneo largo con un solo campeón por temporada dejando atrás el formato de torneos de Apertura y Clausura utilizado en el ciclo futbolístico anterior.[3]
- Irapuato ascendió a la Liga de Expansión como equipo invitado.[4]
- Santiago F.C. ascendió como campeón de la Serie B.[5]
- Héroes de Zaci y Guerreros de Autlán ascendieron como los campeones de zona de la Liga TDP.[6]
- Los clubes Calor, Cañoneros, Ciervos y Cordobés F.C. se integraron en la Serie A tras superar el proceso de certificación financiera y deportiva, todos estos equipos habían militado en la Serie B durante la temporada anterior.[7]
- Atlético Hidalgo se integró en la categoría tras el cambio de nombre y sede del club Pachuca Premier.[8]
- Agricultores de Guasave cambió de nombre a Ensenada Fútbol Club.[9]
- Atlético Aragón cambió de nombre a Neza F. C.[10]
- Halcones Fútbol Club cambió de sede, abandonando la ciudad de Querétaro para establecerse en Uruapan, Michoacán.[11]
- Por problemas con su estadio local el Mexicali Fútbol Club se trasladó temporalmente a Toluca, Estado de México, adoptando el nombre de Dragones Toluca F. C.[12]
- Chapulineros de Oaxaca ingresó a la liga como equipo de expansión.[13]
- Los clubes Aguacateros de Peribán, Faraones de Texcoco y Petroleros de Salamanca no participarán en la temporada.[14][15][16]
- Club Celaya participará en la Liga Premier debido a que su franquicia de Liga de Expansión fue congelada tras no poder venderse a nuevos propietarios.[17]
- Aguacateros CDU jugará en Serie B debido a decisiones de su directiva.[11]
- Acatlán Fútbol Club fue renombrado como ACF Zapotlanejo.

## Equipos participantes

### Ascensos y descensos
| Pos  | a la Serie B    |
| ---- | --------------- |
| 28.º | Aguacateros CDU |

| Pos  | de la Serie B          |
| ---- | ---------------------- |
| 1.º  | Santiago F.C.          |
| 2.º  | Cordobés F.C.          |
| 6.º  | Cañoneros              |
| 13.º | Ciervos F.C.           |
| Pos  | de la Tercera División |
| 1.º  | Héroes de Zaci         |
| 2.º  | Guerreros de Autlán    |

| Pos | de la Liga de Expansión MX |
| --- | -------------------------- |
| -   | Sin descensos              |

| Pos | a la Liga de Expansión MX |
| --- | ------------------------- |
| 2.º | Irapuato                  |

### Equipos por Entidad Federativa
Se muestran las localizaciones en mapa de equipos de la Serie A de México 2025-26.
Para la temporada 2025-26, las entidades federativas de la República Mexicana con más equipos en la Serie A son Estado de México y Jalisco con cinco equipos.
| Entidad Federativa  | N.º | Equipos                                                                          |
| ------------------- | --- | -------------------------------------------------------------------------------- |
| Estado de México    | 5   | Ciervos F.C., Cordobés F.C., Dragones Toluca, Héroes de Zaci, Neza F.C.          |
| Jalisco             | 5   | ACF Zapotlanejo, Guerreros de Autlán, Leones Negros B, Tecos y Tritones Vallarta |
| Michoacán           | 3   | Halcones F.C., La Piedad y Zitácuaro                                             |
| Tamaulipas          | 3   | Calor, Gavilanes y UAT                                                           |
| Veracruz            | 3   | Cañoneros, Montañeses y Racing de Veracruz                                       |
| Chiapas             | 2   | Jaguares F.C. y Tapachula Soconusco                                              |
| Guanajuato          | 2   | Celaya y Lobos ULMX                                                              |
| Morelos             | 2   | Sporting Canamy y Zacatepec                                                      |
| Nuevo León          | 2   | Real Apodaca y Santiago F.C.                                                     |
| Quintana Roo        | 2   | Inter Playa y Pioneros de Cancún                                                 |
| Zacatecas           | 2   | Mineros de Fresnillo y UAZ                                                       |
| Baja California     | 1   | Ensenada F.C.                                                                    |
| Nayarit             | 1   | Tigres de Álica                                                                  |
| Baja California Sur | 1   | Los Cabos United                                                                 |
| Colima              | 1   | Colima F.C.                                                                      |
| Durango             | 1   | Durango                                                                          |
| Guerrero            | 1   | Chilpancingo                                                                     |
| Hidalgo             | 1   | Atlético Hidalgo                                                                 |
| Oaxaca              | 1   | Chapulineros de Oaxaca                                                           |
| Sonora              | 1   | Cimarrones de Sonora                                                             |
| Yucatán             | 1   | Deportiva Venados                                                                |

### Información sobre los equipos participantes
Lista de equipos participantes para la temporada 2025-26, dada conocer el 31 de julio de 2025.

#### Grupo 1
| Equipo               | Entrenador         | Ciudad                         | Fundación      | Estadio                      | Capacidad | Filial               |
| -------------------- | ------------------ | ------------------------------ | -------------- | ---------------------------- | --------- | -------------------- |
| ACF Zapotlanejo      | Arturo Magaña      | Zapotlanejo, Jalisco           | 2016 (9 años)  | Miguel Hidalgo               | 2 000     |                      |
| Cimarrones de Sonora | Valentín Arredondo | Hermosillo, Sonora             | 2013 (12 años) | Héroe de Nacozari            | 18 747    |                      |
| Colima F.C.          | Sergio Bueno       | Colima, Colima                 | 2020 (5 años)  | Colima                       | 12 000    |                      |
| Durango              | Gastón Obledo      | Durango, Durango               | 1997 (28 años) | Francisco Zarco              | 18 000    |                      |
| Ensenada F.C.        | Alfonso Loera      | Ensenada, Baja California      | 2025 (0 años)  | Municipal de Ensenada        | 7 600     |                      |
| Guerreros de Autlán  | Sergio Díaz        | Autlán, Jalisco                | 2002 (23 años) | Unidad Deportiva Chapultepec | 1 500     |                      |
| La Piedad            | Arturo Espinoza    | La Piedad, Michoacán           | 1951 (73 años) | Juan N. López                | 13 356    |                      |
| Leones Negros "B"    | Jairo González     | Zapopan, Jalisco               | 2013 (11 años) | Club Deportivo U. de G.      | 3 000     | Leones Negros UDG    |
| Los Cabos United     | Edson Alvarado     | Los Cabos, Baja California Sur | 2022 (3 años)  | Complejo Deportivo Don Koll  | 3 500     |                      |
| Mineros de Fresnillo | Isaac Martínez     | Fresnillo, Zacatecas           | 2007 (18 años) | Minera Fresnillo             | 6 000     | Mineros de Zacatecas |
| Tecos                | Jesús Chávez       | Zapopan, Jalisco               | 1971 (54 años) | Tres de Marzo                | 18 779    |                      |
| Tigres de Álica      | Ricardo Jiménez    | Tepic, Nayarit                 | 2021 (4 años)  | Nicolás Álvarez Ortega       | 12 495    |                      |
| Tritones Vallarta    | Juan Pablo Alfaro  | Puerto Vallarta, Jalisco       | 2021 (4 años)  | Canchas Curiel               | 1 000     |                      |
| UAZ                  | Rubén Hernández    | Zacatecas, Zacatecas           | 1990 (35 años) | Carlos Vega Villalba         | 20 737    |                      |

#### Grupo 2
| Equipo            | Entrenador          | Ciudad                       | Fundación      | Estadio                               | Capacidad | Filial           |
| ----------------- | ------------------- | ---------------------------- | -------------- | ------------------------------------- | --------- | ---------------- |
| Atlético Hidalgo  | Fausto Pinto        | Jasso, Hidalgo               | 1996 (28 años) | 10 de diciembre                       | 7 761     | C.F. Pachuca     |
| Calor             | Enrique Garza       | Reynosa, Tamaulipas          | 2001 (23 años) | Reynosa                               | 15 000    |                  |
| C.D. Chilpancingo | Sebastián Lencina   | Chilpancingo, Guerrero       | 1988 (37 años) | General Vicente Guerrero              | 5 000     |                  |
| Ciervos F.C.      | Arturo Viche        | Chalco, Estado de México     | 2017 (8 años)  | Roberto González Velasquez            | 3 217     |                  |
| Cordobés F.C.     | Francisco Flores    | Cuautitlán, Estado de México | 2022 (3 años)  | Los Pinos                             | 5 000     |                  |
| Gavilanes         | Juan Carlos Montiel | Matamoros, Tamaulipas        | 2011 (13 años) | El Hogar                              | 22 000    |                  |
| Halcones F.C.     | José Roberto Muñoz  | Uruapan, Michoacán           | 2020 (5 años)  | Unidad Deportiva Hermanos López Rayón | 5 000     |                  |
| Lobos ULMX        | Aquivaldo Mosquera  | Celaya, Guanajuato           | 2021 (4 años)  | Miguel Alemán Valdés                  | 23 182    |                  |
| Real Apodaca      | Ricardo Rayas       | Apodaca, Nuevo León          | 2023 (2 años)  | Centenario del Ejército Mexicano      | 2 000     |                  |
| Santiago F.C.     | Martín Moreno       | Santiago, Nuevo León         | 2017 (8 años)  | La Capilla Soccer Park                | 1 000     |                  |
| Sporting Canamy   | Juan Carlos Rico    | Oaxtepec, Morelos            | 2003 (21 años) | Centro Vacacional IMSS                | 9 000     |                  |
| UAT               | Jorge Dimas         | Ciudad Victoria, Tamaulipas  | 1995 (30 años) | Prof. Eugenio Alvizo Porras           | 5 000     | Correcaminos UAT |
| Zacatepec         | Rowan Vargas        | Xochitepec, Morelos          | 1948 (77 años) | Mariano Matamoros                     | 18 000    |                  |
| Zitácuaro         | Mario Alberto Trejo | Zitácuaro, Michoacán         | 1995 (30 años) | Ignacio López Rayón                   | 10 000    |                  |

#### Grupo 3
| Equipo                 | Entrenador         | Ciudad                             | Fundación      | Estadio                         | Capacidad | Filial      |
| ---------------------- | ------------------ | ---------------------------------- | -------------- | ------------------------------- | --------- | ----------- |
| Cañoneros              | Efrén Hernández    | Xalapa, Veracruz                   | 2012 (13 años) | Universidad Anáhuac Xalapa      | 1 000     |             |
| Celaya F.C.            | Luis Fernando Soto | Celaya, Guanajuato                 | 1954 (71 años) | Miguel Alemán Valdés            | 23 182    | Celaya F.C. |
| Chapulineros de Oaxaca | Jonathan Estrada   | San Jerónimo Tlacochahuaya, Oaxaca | 1983 (42 años) | Independiente MRCI              | 6 000     |             |
| Deportiva Venados      | Alfredo García     | Tamanché, Yucatán                  | 2014 (11 años) | Alonso Diego Molina             | 2 500     |             |
| Dragones Toluca        | Manuel Garduño     | Zinacantepec, Estado de México     | 2022 (3 años)  | Unidad Cultural Sección 17 SNTE | 1 000     |             |
| Héroes de Zaci         | Edgar Martínez     | Texcoco, Estado de México          | 2015 (10 años) | Municipal Claudio Suárez        | 5 000     |             |
| Inter Playa            | Nicolás Burtovoy   | Playa del Carmen, Quintana Roo     | 1999 (26 años) | Mario Villanueva Madrid         | 7 500     |             |
| Jaguares F.C.          | Paco Ramírez       | Tuxtla Gutiérrez, Chiapas          | 2002 (23 años) | Víctor Manuel Reyna             | 29 001    |             |
| Montañeses             | Víctor Medina      | Orizaba, Veracruz                  | 2021 (4 años)  | Socum                           | 7 000     |             |
| Neza F.C.              | Marco Gamiño       | Nezahualcóyotl, Estado de México   | 1991 (34 años) | Municipal Claudio Suárez        | 5 000     |             |
| Pioneros de Cancún     | Jorge Salas        | Cancún, Quintana Roo               | 1984 (41 años) | Cancún 86                       | 6 390     |             |
| Racing de Veracruz     | Marco Angulo       | Boca del Río, Veracruz             | 2023 (2 años)  | Unidad Deportiva Hugo Sánchez   | 2 500     |             |
| Tapachula F.C.         | Diego Mazariegos   | Tapachula, Chiapas                 | 2023 (1 años)  | Olímpico de Tapachula           | 21 010    |             |

## Torneo regular
- Horarios en tiempo local.
- Calendarios disponibles en la página oficial de la competencia: Grupo 1, Grupo 2 y Grupo 3
- El torneo se divide en dos vueltas, en donde los equipos repartidos en grupos se enfrentan dos veces entre sí en el campo de cada uno de ellos.

### Primera vuelta
| Jornada 1              | Jornada 1 | Jornada 1            | Jornada 1                   | Jornada 1         | Jornada 1         | Jornada 1         | Jornada 1         | Jornada 1         | Jornada 1 | Jornada 1 |
| Grupo A                | Grupo A   | Grupo A              | Grupo A                     | Grupo A           | Grupo A           | Grupo A           | Grupo A           | Grupo A           | Grupo A   | Grupo A   |
| Local                  | Resultado | Visitante            | Estadio                     | Fecha             | Hora              | Espectadores      | Amonestado        | Expulsado         |           |           |
| ---------------------- | --------- | -------------------- | --------------------------- | ----------------- | ----------------- | ----------------- | ----------------- | ----------------- | --------- | --------- |
| Durango                |           | Guerreros de Autlán  | Francisco Zarco             | 22 de agosto      | 20:00             |                   |                   |                   |           |           |
| Leones Negros "B"      |           | Tigres de Álica      | La Primavera U. de G.       | 23 de agosto      | 11:00             |                   |                   |                   |           |           |
| Colima F.C.            |           | Tritones Vallarta    | Colima                      | 23 de agosto      | 16:00             |                   |                   |                   |           |           |
| UAZ                    |           | Los Cabos United     | Carlos Vega Villalba        | 23 de agosto      | 17:00             |                   |                   |                   |           |           |
| La Piedad              |           | Tecos F.C.           | Juan N. López               | 23 de agosto      | 19:00             |                   |                   |                   |           |           |
| Ensenada F.C.          |           | Cimarrones de Sonora | Municipal de Ensenada       | 23 de agosto      | 19:30             |                   |                   |                   |           |           |
| ACF Zapotlanejo        |           | Mineros de Fresnillo | Miguel Hidalgo              | 24 de agosto      | 16:00             |                   |                   |                   |           |           |
| Grupo B                |           |                      |                             |                   |                   |                   |                   |                   |           |           |
| Local                  | Resultado | Visitante            | Estadio                     | Fecha             | Hora              | Espectadores      | Amonestado        | Expulsado         |           |           |
| UAT                    |           | Lobos ULMX           | Prof. Eugenio Alvizo Porras | 22 de agosto      | 10:00             |                   |                   |                   |           |           |
| Zitácuaro              |           | Cordobés F.C.        | Ignacio López Rayón         | 22 de agosto      | 19:00             |                   |                   |                   |           |           |
| Zacatepec F.C.         |           | Santiago F.C.        | Mariano Matamoros           | 23 de agosto      | 16:00             |                   |                   |                   |           |           |
| Ciervos F.C.           |           | Real Apodaca         | Roberto González Velasquez  | 23 de agosto      | 16:00             |                   |                   |                   |           |           |
| Sporting Canamy        |           | C.D. Chilpancingo    | Centro Vacacional IMSS      | 23 de agosto      | 17:00             |                   |                   |                   |           |           |
| Gavilanes F.C.         |           | Atlético Hidalgo     | El Hogar                    | 23 de agosto      | 19:00             |                   |                   |                   |           |           |
| Club Calor             |           | Halcones F.C.        | Reynosa                     | 23 de agosto      | 20:00             |                   |                   |                   |           |           |
| Grupo C                |           |                      |                             |                   |                   |                   |                   |                   |           |           |
| Local                  | Resultado | Visitante            | Estadio                     | Fecha             | Hora              | Espectadores      | Amonestado        | Expulsado         |           |           |
| Héroes de Zaci         |           | Jaguares F.C.        | Municipal Claudio Suárez    | 22 de agosto      | 19:00             |                   |                   |                   |           |           |
| Inter Playa            |           | Montañeses F.C.      | Mario Villanueva Madrid     | 22 de agosto      | 20:00             |                   |                   |                   |           |           |
| Chapulineros de Oaxaca |           | Cañoneros F.C.       | Independiente MRCI          | 23 de agosto      | 16:30             |                   |                   |                   |           |           |
| Celaya F.C.            |           | Pioneros de Cancún   | Miguel Alemán Valdés        | 23 de agosto      | 19:00             |                   |                   |                   |           |           |
| Tapachula F.C.         |           | Neza F.C.            | Olímpico de Tapachula       | 23 de agosto      | 19:00             |                   |                   |                   |           |           |
| Racing de Veracruz     |           | Dragones Toluca F.C. | U.D. Hugo Sánchez           | 23 de agosto      | 19:00             |                   |                   |                   |           |           |
| DESCANSO:              | DESCANSO: | DESCANSO:            | Deportiva Venados           | Deportiva Venados | Deportiva Venados | Deportiva Venados | Deportiva Venados | Deportiva Venados |           |           |

| Jornada 2            | Jornada 2 | Jornada 2              | Jornada 2                        | Jornada 2       | Jornada 2       | Jornada 2       | Jornada 2       | Jornada 2       | Jornada 2 | Jornada 2 |
| Grupo A              | Grupo A   | Grupo A                | Grupo A                          | Grupo A         | Grupo A         | Grupo A         | Grupo A         | Grupo A         | Grupo A   | Grupo A   |
| Local                | Resultado | Visitante              | Estadio                          | Fecha           | Hora            | Espectadores    | Amonestado      | Expulsado       |           |           |
| -------------------- | --------- | ---------------------- | -------------------------------- | --------------- | --------------- | --------------- | --------------- | --------------- | --------- | --------- |
| Tecos F.C.           |           | Durango                | Tres de Marzo                    | 29 de agosto    | 18:00           |                 |                 |                 |           |           |
| Tigres de Álica      |           | Colima F.C.            | Nicolás Álvarez Ortega           | 29 de agosto    | 20:00           |                 |                 |                 |           |           |
| Tritones Vallarta    |           | La Piedad              | Canchas Curiel                   | 30 de agosto    | 16:00           |                 |                 |                 |           |           |
| Mineros de Fresnillo |           | Ensenada F.C.          | Minera Fresnillo                 | 30 de agosto    | 17:00           |                 |                 |                 |           |           |
| Los Cabos United     |           | Leones Negros "B"      | Don Koll                         | 30 de agosto    | 20:00           |                 |                 |                 |           |           |
| Guerreros de Autlán  |           | ACF Zapotlanejo        | Unidad Deportiva Chapultepec     | 31 de agosto    | 17:00           |                 |                 |                 |           |           |
| Cimarrones de Sonora |           | UAZ                    | Héroe de Nacozari                | 1 de septiembre | 19:05           |                 |                 |                 |           |           |
| Grupo B              |           |                        |                                  |                 |                 |                 |                 |                 |           |           |
| Local                | Resultado | Visitante              | Estadio                          | Fecha           | Hora            | Espectadores    | Amonestado      | Expulsado       |           |           |
| Atlético Hidalgo     |           | Zitácuaro              | 10 de diciembre                  | 29 de agosto    | 16:00           |                 |                 |                 |           |           |
| Santiago F.C.        |           | Gavilanes F.C.         | La Capilla Soccer Park           | 29 de agosto    | 18:00           |                 |                 |                 |           |           |
| C.D. Chilpancingo    |           | Zacatepec F.C.         | General Vicente Guerrero         | 30 de agosto    | 12:00           |                 |                 |                 |           |           |
| Halcones F.C.        |           | UAT                    | U.D. Hermanos López Rayón        | 30 de agosto    | 16:00           |                 |                 |                 |           |           |
| Cordobés F.C.        |           | Club Calor             | Los Pinos                        | 30 de agosto    | 16:00           |                 |                 |                 |           |           |
| Lobos ULMX           |           | Ciervos F.C.           | Miguel Alemán Valdés             | 30 de agosto    | 18:00           |                 |                 |                 |           |           |
| Real Apodaca         |           | Sporting Canamy        | Centenario del Ejército Mexicano | 31 de agosto    | 17:00           |                 |                 |                 |           |           |
| Grupo C              |           |                        |                                  |                 |                 |                 |                 |                 |           |           |
| Local                | Resultado | Visitante              | Estadio                          | Fecha           | Hora            | Espectadores    | Amonestado      | Expulsado       |           |           |
| Cañoneros F.C.       |           | Celaya F.C.            | Universidad Anáhuac Xalapa       | 29 de agosto    | 16:00           |                 |                 |                 |           |           |
| Deportiva Venados    |           | Tapachula F.C.         | Alonso Diego Molina              | 30 de agosto    | 10:30           |                 |                 |                 |           |           |
| Pioneros de Cancún   |           | Héroes de Zaci         | Cancún 86                        | 30 de agosto    | 16:00           |                 |                 |                 |           |           |
| Dragones Toluca F.C. |           | Chapulineros de Oaxaca | Unidad Cultural SNTE             | 30 de agosto    | 16:00           |                 |                 |                 |           |           |
| Jaguares F.C.        |           | Inter Playa            | Víctor Manuel Reyna              | 30 de agosto    | 19:00           |                 |                 |                 |           |           |
| Neza F.C.            |           | Racing de Veracruz     | Municipal Claudio Suárez         | 31 de agosto    | 16:00           |                 |                 |                 |           |           |
| DESCANSO:            | DESCANSO: | DESCANSO:              | Montañeses F.C.                  | Montañeses F.C. | Montañeses F.C. | Montañeses F.C. | Montañeses F.C. | Montañeses F.C. |           |           |

| Jornada 3              | Jornada 3 | Jornada 3            | Jornada 3                   | Jornada 3       | Jornada 3      | Jornada 3      | Jornada 3      | Jornada 3      | Jornada 3 | Jornada 3 |
| Grupo A                | Grupo A   | Grupo A              | Grupo A                     | Grupo A         | Grupo A        | Grupo A        | Grupo A        | Grupo A        | Grupo A   | Grupo A   |
| Local                  | Resultado | Visitante            | Estadio                     | Fecha           | Hora           | Espectadores   | Amonestado     | Expulsado      |           |           |
| ---------------------- | --------- | -------------------- | --------------------------- | --------------- | -------------- | -------------- | -------------- | -------------- | --------- | --------- |
| Cimarrones de Sonora   |           | Mineros de Fresnillo | Héroe de Nacozari           | 5 de septiembre | 19:00          |                |                |                |           |           |
| Durango                |           | Tritones Vallarta    | Francisco Zarco             | 5 de septiembre | 20:00          |                |                |                |           |           |
| Colima F.C.            |           | Los Cabos United     | Colima                      | 6 de septiembre | 16:00          |                |                |                |           |           |
| UAZ                    |           | Leones Negros "B"    | Carlos Vega Villalba        | 6 de septiembre | 17:00          |                |                |                |           |           |
| La Piedad              |           | Tigres de Álica      | Juan N. López               | 6 de septiembre | 19:00          |                |                |                |           |           |
| Ensenada F.C.          |           | Guerreros de Autlán  | Municipal de Ensenada       | 6 de septiembre | 19:30          |                |                |                |           |           |
| ACF Zapotlanejo        |           | Tecos F.C.           | Miguel Hidalgo              | 7 de septiembre | 16:00          |                |                |                |           |           |
| Grupo B                |           |                      |                             |                 |                |                |                |                |           |           |
| Local                  | Resultado | Visitante            | Estadio                     | Fecha           | Hora           | Espectadores   | Amonestado     | Expulsado      |           |           |
| UAT                    |           | Cordobés F.C.        | Prof. Eugenio Alvizo Porras | 5 de septiembre | 10:00          |                |                |                |           |           |
| Santiago F.C.          |           | C.D. Chilpancingo    | La Capilla Soccer Park      | 5 de septiembre | 18:00          |                |                |                |           |           |
| Zacatepec F.C.         |           | Real Apodaca         | Mariano Matamoros           | 6 de septiembre | 16:00          |                |                |                |           |           |
| Ciervos F.C.           |           | Halcones F.C.        | Roberto González Velasquez  | 6 de septiembre | 16:00          |                |                |                |           |           |
| Sporting Canamy        |           | Lobos ULMX           | Centro Vacacional IMSS      | 6 de septiembre | 17:00          |                |                |                |           |           |
| Gavilanes F.C.         |           | Zitácuaro            | El Hogar                    | 6 de septiembre | 19:00          |                |                |                |           |           |
| Club Calor             |           | Atlético Hidalgo     | Reynosa                     | 6 de septiembre | 20:00          |                |                |                |           |           |
| Grupo C                |           |                      |                             |                 |                |                |                |                |           |           |
| Local                  | Resultado | Visitante            | Estadio                     | Fecha           | Hora           | Espectadores   | Amonestado     | Expulsado      |           |           |
| Héroes de Zaci         |           | Cañoneros F.C.       | Municipal Claudio Suárez    | 5 de septiembre | 19:00          |                |                |                |           |           |
| Chapulineros de Oaxaca |           | Neza F.C.            | Independiente MRCI          | 6 de septiembre | 16:30          |                |                |                |           |           |
| Racing de Veracruz     |           | Deportiva Venados    | U.D. Hugo Sánchez           | 6 de septiembre | 19:00          |                |                |                |           |           |
| Celaya F.C.            |           | Dragones Toluca F.C. | Miguel Alemán Valdés        | 6 de septiembre | 19:00          |                |                |                |           |           |
| Montañeses F.C.        |           | Jaguares F.C.        | Socum                       | 7 de septiembre | 12:00          |                |                |                |           |           |
| Inter Playa            |           | Pioneros de Cancún   | Mario Villanueva Madrid     | 8 de septiembre | 21:05          |                |                |                |           |           |
| DESCANSO:              | DESCANSO: | DESCANSO:            | Tapachula F.C.              | Tapachula F.C.  | Tapachula F.C. | Tapachula F.C. | Tapachula F.C. | Tapachula F.C. |           |           |

| Jornada 4            | Jornada 4 | Jornada 4              | Jornada 4                        | Jornada 4        | Jornada 4     | Jornada 4     | Jornada 4     | Jornada 4     | Jornada 4 | Jornada 4 |
| Grupo A              | Grupo A   | Grupo A                | Grupo A                          | Grupo A          | Grupo A       | Grupo A       | Grupo A       | Grupo A       | Grupo A   | Grupo A   |
| Local                | Resultado | Visitante              | Estadio                          | Fecha            | Hora          | Espectadores  | Amonestado    | Expulsado     |           |           |
| -------------------- | --------- | ---------------------- | -------------------------------- | ---------------- | ------------- | ------------- | ------------- | ------------- | --------- | --------- |
| Tecos F.C.           |           | Ensenada F.C.          | Tres de Marzo                    | 12 de septiembre | 18:00         |               |               |               |           |           |
| Tigres de Álica      |           | Durango                | Nicolás Álvarez Ortega           | 12 de septiembre | 20:00         |               |               |               |           |           |
| Leones Negros "B"    |           | Colima F.C.            | La Primavera U. de G.            | 13 de septiembre | 11:00         |               |               |               |           |           |
| Tritones Vallarta    |           | ACF Zapotlanejo        | Canchas Curiel                   | 13 de septiembre | 16:00         |               |               |               |           |           |
| Mineros de Fresnillo |           | UAZ                    | Minera Fresnillo                 | 13 de septiembre | 17:00         |               |               |               |           |           |
| Los Cabos United     |           | La Piedad              | Don Koll                         | 13 de septiembre | 20:00         |               |               |               |           |           |
| Guerreros de Autlán  |           | Cimarrones de Sonora   | Unidad Deportiva Chapultepec     | 14 de septiembre | 17:00         |               |               |               |           |           |
| Grupo B              |           |                        |                                  |                  |               |               |               |               |           |           |
| Local                | Resultado | Visitante              | Estadio                          | Fecha            | Hora          | Espectadores  | Amonestado    | Expulsado     |           |           |
| Atlético Hidalgo     |           | UAT                    | 10 de diciembre                  | 12 de septiembre | 16:00         |               |               |               |           |           |
| Zitácuaro            |           | Club Calor             | Ignacio López Rayón              | 12 de septiembre | 19:00         |               |               |               |           |           |
| C.D. Chilpancingo    |           | Gavilanes F.C.         | General Vicente Guerrero         | 13 de septiembre | 12:00         |               |               |               |           |           |
| Halcones F.C.        |           | Sporting Canamy        | U.D. Hermanos López Rayón        | 13 de septiembre | 16:00         |               |               |               |           |           |
| Cordobés F.C.        |           | Ciervos F.C.           | Los Pinos                        | 13 de septiembre | 16:00         |               |               |               |           |           |
| Lobos ULMX           |           | Zacatepec F.C.         | Miguel Alemán Valdés             | 13 de septiembre | 18:00         |               |               |               |           |           |
| Real Apodaca         |           | Santiago F.C.          | Centenario del Ejército Mexicano | 14 de septiembre | 17:00         |               |               |               |           |           |
| Grupo C              |           |                        |                                  |                  |               |               |               |               |           |           |
| Local                | Resultado | Visitante              | Estadio                          | Fecha            | Hora          | Espectadores  | Amonestado    | Expulsado     |           |           |
| Cañoneros F.C.       |           | Inter Playa            | Universidad Anáhuac Xalapa       | 12 de septiembre | 16:00         |               |               |               |           |           |
| Deportiva Venados    |           | Chapulineros de Oaxaca | Alonso Diego Molina              | 13 de septiembre | 16:00         |               |               |               |           |           |
| Pioneros de Cancún   |           | Montañeses F.C.        | Cancún 86                        | 13 de septiembre | 16:00         |               |               |               |           |           |
| Dragones Toluca F.C. |           | Héroes de Zaci         | Unidad Cultural SNTE             | 13 de septiembre | 16:00         |               |               |               |           |           |
| Neza F.C.            |           | Celaya F.C.            | Municipal Claudio Suárez         | 14 de septiembre | 16:00         |               |               |               |           |           |
| Tapachula F.C.       |           | Racing de Veracruz     | Olímpico de Tapachula            | 15 de septiembre | 20:05         |               |               |               |           |           |
| DESCANSO:            | DESCANSO: | DESCANSO:              | Jaguares F.C.                    | Jaguares F.C.    | Jaguares F.C. | Jaguares F.C. | Jaguares F.C. | Jaguares F.C. |           |           |

| Jornada 5              | Jornada 5 | Jornada 5            | Jornada 5                   | Jornada 5          | Jornada 5          | Jornada 5          | Jornada 5          | Jornada 5          | Jornada 5 | Jornada 5 |
| Grupo A                | Grupo A   | Grupo A              | Grupo A                     | Grupo A            | Grupo A            | Grupo A            | Grupo A            | Grupo A            | Grupo A   | Grupo A   |
| Local                  | Resultado | Visitante            | Estadio                     | Fecha              | Hora               | Espectadores       | Amonestado         | Expulsado          |           |           |
| ---------------------- | --------- | -------------------- | --------------------------- | ------------------ | ------------------ | ------------------ | ------------------ | ------------------ | --------- | --------- |
| Cimarrones de Sonora   |           | Tecos F.C.           | Héroe de Nacozari           | 19 de septiembre   | 19:00              |                    |                    |                    |           |           |
| Durango                |           | Los Cabos United     | Francisco Zarco             | 19 de septiembre   | 20:00              |                    |                    |                    |           |           |
| Mineros de Fresnillo   |           | Guerreros de Autlán  | Minera Fresnillo            | 20 de septiembre   | 17:00              |                    |                    |                    |           |           |
| UAZ                    |           | Colima F.C.          | Carlos Vega Villalba        | 20 de septiembre   | 17:00              |                    |                    |                    |           |           |
| La Piedad              |           | Leones Negros "B"    | Juan N. López               | 20 de septiembre   | 19:00              |                    |                    |                    |           |           |
| Ensenada F.C.          |           | Tritones Vallarta    | Municipal de Ensenada       | 20 de septiembre   | 19:30              |                    |                    |                    |           |           |
| ACF Zapotlanejo        |           | Tigres de Álica      | Miguel Hidalgo              | 21 de septiembre   | 16:00              |                    |                    |                    |           |           |
| Grupo B                |           |                      |                             |                    |                    |                    |                    |                    |           |           |
| Local                  | Resultado | Visitante            | Estadio                     | Fecha              | Hora               | Espectadores       | Amonestado         | Expulsado          |           |           |
| UAT                    |           | Zitácuaro            | Prof. Eugenio Alvizo Porras | 19 de septiembre   | 10:00              |                    |                    |                    |           |           |
| Santiago F.C.          |           | Lobos ULMX           | La Capilla Soccer Park      | 19 de septiembre   | 18:00              |                    |                    |                    |           |           |
| C.D. Chilpancingo      |           | Real Apodaca         | General Vicente Guerrero    | 20 de septiembre   | 12:00              |                    |                    |                    |           |           |
| Ciervos F.C.           |           | Atlético Hidalgo     | Roberto González Velasquez  | 20 de septiembre   | 16:00              |                    |                    |                    |           |           |
| Zacatepec F.C.         |           | Halcones F.C.        | Mariano Matamoros           | 20 de septiembre   | 16:00              |                    |                    |                    |           |           |
| Sporting Canamy        |           | Cordobés F.C.        | Centro Vacacional IMSS      | 20 de septiembre   | 17:00              |                    |                    |                    |           |           |
| Gavilanes F.C.         |           | Club Calor           | El Hogar                    | 20 de septiembre   | 19:00              |                    |                    |                    |           |           |
| Grupo C                |           |                      |                             |                    |                    |                    |                    |                    |           |           |
| Local                  | Resultado | Visitante            | Estadio                     | Fecha              | Hora               | Espectadores       | Amonestado         | Expulsado          |           |           |
| Inter Playa            |           | Dragones Toluca F.C. | Mario Villanueva Madrid     | 19 de septiembre   | 20:00              |                    |                    |                    |           |           |
| Chapulineros de Oaxaca |           | Tapachula F.C.       | Independiente MRCI          | 20 de septiembre   | 16:30              |                    |                    |                    |           |           |
| Jaguares F.C.          |           | Pioneros de Cancún   | Víctor Manuel Reyna         | 20 de septiembre   | 19:00              |                    |                    |                    |           |           |
| Celaya F.C.            |           | Deportiva Venados    | Miguel Alemán Valdés        | 20 de septiembre   | 19:00              |                    |                    |                    |           |           |
| Montañeses F.C.        |           | Cañoneros F.C.       | Socum                       | 21 de septiembre   | 12:00              |                    |                    |                    |           |           |
| Héroes de Zaci         |           | Neza F.C.            | Municipal Claudio Suárez    | 22 de septiembre   | 20:05              |                    |                    |                    |           |           |
| DESCANSO:              | DESCANSO: | DESCANSO:            | Racing de Veracruz          | Racing de Veracruz | Racing de Veracruz | Racing de Veracruz | Racing de Veracruz | Racing de Veracruz |           |           |

| Jornada 6            | Jornada 6 | Jornada 6              | Jornada 6                        | Jornada 6          | Jornada 6          | Jornada 6          | Jornada 6          | Jornada 6          | Jornada 6 | Jornada 6 |
| Grupo A              | Grupo A   | Grupo A                | Grupo A                          | Grupo A            | Grupo A            | Grupo A            | Grupo A            | Grupo A            | Grupo A   | Grupo A   |
| Local                | Resultado | Visitante              | Estadio                          | Fecha              | Hora               | Espectadores       | Amonestado         | Expulsado          |           |           |
| -------------------- | --------- | ---------------------- | -------------------------------- | ------------------ | ------------------ | ------------------ | ------------------ | ------------------ | --------- | --------- |
| Tecos F.C.           |           | Mineros de Fresnillo   | Tres de Marzo                    | 26 de septiembre   | 18:00              |                    |                    |                    |           |           |
| Tigres de Álica      |           | Ensenada F.C.          | Nicolás Álvarez Ortega           | 26 de septiembre   | 20:00              |                    |                    |                    |           |           |
| Leones Negros "B"    |           | Durango                | La Primavera U. de G.            | 27 de septiembre   | 11:00              |                    |                    |                    |           |           |
| Tritones Vallarta    |           | Cimarrones de Sonora   | Canchas Curiel                   | 27 de septiembre   | 16:00              |                    |                    |                    |           |           |
| Colima F.C.          |           | La Piedad              | Colima                           | 27 de septiembre   | 16:00              |                    |                    |                    |           |           |
| Los Cabos United     |           | ACF Zapotlanejo        | Don Koll                         | 27 de septiembre   | 20:00              |                    |                    |                    |           |           |
| Guerreros de Autlán  |           | UAZ                    | Unidad Deportiva Chapultepec     | 28 de septiembre   | 16:00              |                    |                    |                    |           |           |
| Grupo B              |           |                        |                                  |                    |                    |                    |                    |                    |           |           |
| Local                | Resultado | Visitante              | Estadio                          | Fecha              | Hora               | Espectadores       | Amonestado         | Expulsado          |           |           |
| Atlético Hidalgo     |           | Sporting Canamy        | 10 de diciembre                  | 26 de septiembre   | 16:00              |                    |                    |                    |           |           |
| Zitácuaro            |           | Ciervos F.C.           | Ignacio López Rayón              | 26 de septiembre   | 19:00              |                    |                    |                    |           |           |
| Halcones F.C.        |           | Santiago F.C.          | U.D. Hermanos López Rayón        | 27 de septiembre   | 16:00              |                    |                    |                    |           |           |
| Cordobés F.C.        |           | Zacatepec F.C.         | Los Pinos                        | 27 de septiembre   | 16:00              |                    |                    |                    |           |           |
| Lobos ULMX           |           | C.D. Chilpancingo      | Miguel Alemán Valdés             | 27 de septiembre   | 18:00              |                    |                    |                    |           |           |
| Real Apodaca         |           | Gavilanes F.C.         | Centenario del Ejército Mexicano | 28 de septiembre   | 17:00              |                    |                    |                    |           |           |
| Club Calor           |           | UAT                    | Reynosa                          | 29 de septiembre   | 20:05              |                    |                    |                    |           |           |
| Grupo C              |           |                        |                                  |                    |                    |                    |                    |                    |           |           |
| Local                | Resultado | Visitante              | Estadio                          | Fecha              | Hora               | Espectadores       | Amonestado         | Expulsado          |           |           |
| Cañoneros F.C.       |           | Jaguares F.C.          | Universidad Anáhuac Xalapa       | 26 de septiembre   | 16:00              |                    |                    |                    |           |           |
| Deportiva Venados    |           | Héroes de Zaci         | Alonso Diego Molina              | 27 de septiembre   | 10:30              |                    |                    |                    |           |           |
| Dragones Toluca F.C. |           | Montañeses F.C.        | Unidad Cultural SNTE             | 27 de septiembre   | 16:00              |                    |                    |                    |           |           |
| Tapachula F.C.       |           | Celaya F.C.            | Olímpico de Tapachula            | 27 de septiembre   | 19:00              |                    |                    |                    |           |           |
| Racing de Veracruz   |           | Chapulineros de Oaxaca | U.D. Hugo Sánchez                | 27 de septiembre   | 19:00              |                    |                    |                    |           |           |
| Neza F.C.            |           | Inter Playa            | Municipal Claudio Suárez         | 28 de septiembre   | 16:00              |                    |                    |                    |           |           |
| DESCANSO:            | DESCANSO: | DESCANSO:              | Pioneros de Cancún               | Pioneros de Cancún | Pioneros de Cancún | Pioneros de Cancún | Pioneros de Cancún | Pioneros de Cancún |           |           |

| Jornada 7            | Jornada 7 | Jornada 7            | Jornada 7                        | Jornada 7              | Jornada 7              | Jornada 7              | Jornada 7              | Jornada 7              | Jornada 7 | Jornada 7 |
| Grupo A              | Grupo A   | Grupo A              | Grupo A                          | Grupo A                | Grupo A                | Grupo A                | Grupo A                | Grupo A                | Grupo A   | Grupo A   |
| Local                | Resultado | Visitante            | Estadio                          | Fecha                  | Hora                   | Espectadores           | Amonestado             | Expulsado              |           |           |
| -------------------- | --------- | -------------------- | -------------------------------- | ---------------------- | ---------------------- | ---------------------- | ---------------------- | ---------------------- | --------- | --------- |
| Cimarrones de Sonora |           | Tigres de Álica      | Héroe de Nacozari                | 3 de octubre           | 19:00                  |                        |                        |                        |           |           |
| Durango              |           | Colima F.C.          | Francisco Zarco                  | 3 de octubre           | 20:00                  |                        |                        |                        |           |           |
| Mineros de Fresnillo |           | Tritones Vallarta    | Minera Fresnillo                 | 4 de octubre           | 17:00                  |                        |                        |                        |           |           |
| UAZ                  |           | La Piedad            | Carlos Vega Villalba             | 4 de octubre           | 17:00                  |                        |                        |                        |           |           |
| Ensenada F.C.        |           | Los Cabos United     | Municipal de Ensenada            | 4 de octubre           | 19:30                  |                        |                        |                        |           |           |
| ACF Zapotlanejo      |           | Leones Negros "B"    | Miguel Hidalgo                   | 5 de octubre           | 16:00                  |                        |                        |                        |           |           |
| Guerreros de Autlán  |           | Tecos F.C.           | Unidad Deportiva Chapultepec     | 5 de octubre           | 16:00                  |                        |                        |                        |           |           |
| Grupo B              |           |                      |                                  |                        |                        |                        |                        |                        |           |           |
| Local                | Resultado | Visitante            | Estadio                          | Fecha                  | Hora                   | Espectadores           | Amonestado             | Expulsado              |           |           |
| Santiago F.C.        |           | Cordobés F.C.        | La Capilla Soccer Park           | 3 de octubre           | 18:00                  |                        |                        |                        |           |           |
| C.D. Chilpancingo    |           | Halcones F.C.        | General Vicente Guerrero         | 4 de octubre           | 12:00                  |                        |                        |                        |           |           |
| Zacatepec F.C.       |           | Atlético Hidalgo     | Mariano Matamoros                | 4 de octubre           | 16:00                  |                        |                        |                        |           |           |
| Ciervos F.C.         |           | Club Calor           | Roberto González Velasquez       | 4 de octubre           | 16:00                  |                        |                        |                        |           |           |
| Gavilanes F.C.       |           | UAT                  | El Hogar                         | 4 de octubre           | 19:00                  |                        |                        |                        |           |           |
| Real Apodaca         |           | Lobos ULMX           | Centenario del Ejército Mexicano | 5 de octubre           | 17:00                  |                        |                        |                        |           |           |
| Sporting Canamy      |           | Zitácuaro            | Centro Vacacional IMSS           | 6 de octubre           | 20:05                  |                        |                        |                        |           |           |
| Grupo C              |           |                      |                                  |                        |                        |                        |                        |                        |           |           |
| Local                | Resultado | Visitante            | Estadio                          | Fecha                  | Hora                   | Espectadores           | Amonestado             | Expulsado              |           |           |
| Héroes de Zaci       |           | Tapachula F.C.       | Municipal Claudio Suárez         | 3 de octubre           | 19:00                  |                        |                        |                        |           |           |
| Inter Playa          |           | Deportiva Venados    | Mario Villanueva Madrid          | 3 de octubre           | 20:00                  |                        |                        |                        |           |           |
| Pioneros de Cancún   |           | Cañoneros F.C.       | Cancún 86                        | 4 de octubre           | 16:00                  |                        |                        |                        |           |           |
| Jaguares F.C.        |           | Dragones Toluca F.C. | Víctor Manuel Reyna              | 4 de octubre           | 19:00                  |                        |                        |                        |           |           |
| Celaya F.C.          |           | Racing de Veracruz   | Miguel Alemán Valdés             | 4 de octubre           | 19:00                  |                        |                        |                        |           |           |
| Montañeses F.C.      |           | Neza F.C.            | Socum                            | 5 de octubre           | 12:00                  |                        |                        |                        |           |           |
| DESCANSO:            | DESCANSO: | DESCANSO:            | Chapulineros de Oaxaca           | Chapulineros de Oaxaca | Chapulineros de Oaxaca | Chapulineros de Oaxaca | Chapulineros de Oaxaca | Chapulineros de Oaxaca |           |           |

| Jornada 8              | Jornada 8 | Jornada 8            | Jornada 8                   | Jornada 8      | Jornada 8      | Jornada 8      | Jornada 8      | Jornada 8      | Jornada 8 | Jornada 8 |
| Grupo A                | Grupo A   | Grupo A              | Grupo A                     | Grupo A        | Grupo A        | Grupo A        | Grupo A        | Grupo A        | Grupo A   | Grupo A   |
| Local                  | Resultado | Visitante            | Estadio                     | Fecha          | Hora           | Espectadores   | Amonestado     | Expulsado      |           |           |
| ---------------------- | --------- | -------------------- | --------------------------- | -------------- | -------------- | -------------- | -------------- | -------------- | --------- | --------- |
| Tecos F.C.             |           | UAZ                  | Tres de Marzo               | 10 de octubre  | 18:00          |                |                |                |           |           |
| Leones Negros "B"      |           | Ensenada F.C.        | La Primavera U. de G.       | 11 de octubre  | 11:00          |                |                |                |           |           |
| Tritones Vallarta      |           | Guerreros de Autlán  | Canchas Curiel              | 11 de octubre  | 16:00          |                |                |                |           |           |
| Colima F.C.            |           | ACF Zapotlanejo      | Colima                      | 11 de octubre  | 16:00          |                |                |                |           |           |
| La Piedad              |           | Durango              | Juan N. López               | 11 de octubre  | 19:00          |                |                |                |           |           |
| Los Cabos United       |           | Cimarrones de Sonora | Don Koll                    | 11 de octubre  | 20:00          |                |                |                |           |           |
| Tigres de Álica        |           | Mineros de Fresnillo | Nicolás Álvarez Ortega      | 13 de octubre  | 20:05          |                |                |                |           |           |
| Grupo B                |           |                      |                             |                |                |                |                |                |           |           |
| Local                  | Resultado | Visitante            | Estadio                     | Fecha          | Hora           | Espectadores   | Amonestado     | Expulsado      |           |           |
| UAT                    |           | Ciervos F.C.         | Prof. Eugenio Alvizo Porras | 10 de octubre  | 10:00          |                |                |                |           |           |
| Atlético Hidalgo       |           | Santiago F.C.        | 10 de diciembre             | 10 de octubre  | 16:00          |                |                |                |           |           |
| Zitácuaro              |           | Zacatepec F.C.       | Ignacio López Rayón         | 10 de octubre  | 19:00          |                |                |                |           |           |
| Halcones F.C.          |           | Real Apodaca         | U.D. Hermanos López Rayón   | 11 de octubre  | 16:00          |                |                |                |           |           |
| Cordobés F.C.          |           | C.D. Chilpancingo    | Los Pinos                   | 11 de octubre  | 16:00          |                |                |                |           |           |
| Lobos ULMX             |           | Gavilanes F.C.       | Miguel Alemán Valdés        | 11 de octubre  | 18:00          |                |                |                |           |           |
| Club Calor             |           | Sporting Canamy      | Reynosa                     | 11 de octubre  | 20:00          |                |                |                |           |           |
| Grupo C                |           |                      |                             |                |                |                |                |                |           |           |
| Local                  | Resultado | Visitante            | Estadio                     | Fecha          | Hora           | Espectadores   | Amonestado     | Expulsado      |           |           |
| Deportiva Venados      |           | Montañeses F.C.      | Alonso Diego Molina         | 11 de octubre  | 10:30          |                |                |                |           |           |
| Dragones Toluca F.C.   |           | Pioneros de Cancún   | Unidad Cultural SNTE        | 11 de octubre  | 16:00          |                |                |                |           |           |
| Chapulineros de Oaxaca |           | Celaya F.C.          | Independiente MRCI          | 11 de octubre  | 16:30          |                |                |                |           |           |
| Tapachula F.C.         |           | Inter Playa          | Olímpico de Tapachula       | 11 de octubre  | 19:00          |                |                |                |           |           |
| Racing de Veracruz     |           | Héroes de Zaci       | U.D. Hugo Sánchez           | 11 de octubre  | 19:00          |                |                |                |           |           |
| Neza F.C.              |           | Jaguares F.C.        | Municipal Claudio Suárez    | 12 de octubre  | 16:00          |                |                |                |           |           |
| DESCANSO:              | DESCANSO: | DESCANSO:            | Cañoneros F.C.              | Cañoneros F.C. | Cañoneros F.C. | Cañoneros F.C. | Cañoneros F.C. | Cañoneros F.C. |           |           |

| Jornada 9            | Jornada 9 | Jornada 9              | Jornada 9                        | Jornada 9     | Jornada 9   | Jornada 9    | Jornada 9   | Jornada 9   | Jornada 9 | Jornada 9 |
| Grupo A              | Grupo A   | Grupo A                | Grupo A                          | Grupo A       | Grupo A     | Grupo A      | Grupo A     | Grupo A     | Grupo A   | Grupo A   |
| Local                | Resultado | Visitante              | Estadio                          | Fecha         | Hora        | Espectadores | Amonestado  | Expulsado   |           |           |
| -------------------- | --------- | ---------------------- | -------------------------------- | ------------- | ----------- | ------------ | ----------- | ----------- | --------- | --------- |
| Tecos F.C.           |           | Tritones Vallarta      | Tres de Marzo                    | 17 de octubre | 18:00       |              |             |             |           |           |
| Cimarrones de Sonora |           | Leones Negros "B"      | Héroe de Nacozari                | 17 de octubre | 19:00       |              |             |             |           |           |
| Mineros de Fresnillo |           | Los Cabos United       | Minera Fresnillo                 | 18 de octubre | 17:00       |              |             |             |           |           |
| UAZ                  |           | Durango                | Carlos Vega Villalba             | 18 de octubre | 17:00       |              |             |             |           |           |
| Ensenada F.C.        |           | Colima F.C.            | Municipal de Ensenada            | 18 de octubre | 19:30       |              |             |             |           |           |
| Guerreros de Autlán  |           | Tigres de Álica        | Unidad Deportiva Chapultepec     | 19 de octubre | 16:00       |              |             |             |           |           |
| ACF Zapotlanejo      |           | La Piedad              | Miguel Hidalgo                   | 19 de octubre | 16:00       |              |             |             |           |           |
| Grupo B              |           |                        |                                  |               |             |              |             |             |           |           |
| Local                | Resultado | Visitante              | Estadio                          | Fecha         | Hora        | Espectadores | Amonestado  | Expulsado   |           |           |
| Santiago F.C.        |           | Zitácuaro              | La Capilla Soccer Park           | 17 de octubre | 18:00       |              |             |             |           |           |
| C.D. Chilpancingo    |           | Atlético Hidalgo       | General Vicente Guerrero         | 18 de octubre | 12:00       |              |             |             |           |           |
| Zacatepec F.C.       |           | Club Calor             | Mariano Matamoros                | 18 de octubre | 16:00       |              |             |             |           |           |
| Sporting Canamy      |           | UAT                    | Centro Vacacional IMSS           | 18 de octubre | 17:00       |              |             |             |           |           |
| Lobos ULMX           |           | Halcones F.C.          | Miguel Alemán Valdés             | 18 de octubre | 18:00       |              |             |             |           |           |
| Gavilanes F.C.       |           | Ciervos F.C.           | El Hogar                         | 18 de octubre | 19:00       |              |             |             |           |           |
| Real Apodaca         |           | Cordobés F.C.          | Centenario del Ejército Mexicano | 19 de octubre | 17:00       |              |             |             |           |           |
| Grupo C              |           |                        |                                  |               |             |              |             |             |           |           |
| Local                | Resultado | Visitante              | Estadio                          | Fecha         | Hora        | Espectadores | Amonestado  | Expulsado   |           |           |
| Cañoneros F.C.       |           | Dragones Toluca F.C.   | Universidad Anáhuac Xalapa       | 17 de octubre | 16:00       |              |             |             |           |           |
| Héroes de Zaci       |           | Chapulineros de Oaxaca | Municipal Claudio Suárez         | 17 de octubre | 19:00       |              |             |             |           |           |
| Inter Playa          |           | Racing de Veracruz     | Mario Villanueva Madrid          | 17 de octubre | 20:00       |              |             |             |           |           |
| Pioneros de Cancún   |           | Neza F.C.              | Cancún 86                        | 18 de octubre | 16:00       |              |             |             |           |           |
| Montañeses F.C.      |           | Tapachula F.C.         | Socum                            | 19 de octubre | 12:00       |              |             |             |           |           |
| Jaguares F.C.        |           | Deportiva Venados      | Víctor Manuel Reyna              | 20 de octubre | 20:05       |              |             |             |           |           |
| DESCANSO:            | DESCANSO: | DESCANSO:              | Celaya F.C.                      | Celaya F.C.   | Celaya F.C. | Celaya F.C.  | Celaya F.C. | Celaya F.C. |           |           |

| Jornada 10             | Jornada 10 | Jornada 10           | Jornada 10                  | Jornada 10           | Jornada 10           | Jornada 10           | Jornada 10           | Jornada 10           | Jornada 10 | Jornada 10 |
| Grupo A                | Grupo A    | Grupo A              | Grupo A                     | Grupo A              | Grupo A              | Grupo A              | Grupo A              | Grupo A              | Grupo A    | Grupo A    |
| Local                  | Resultado  | Visitante            | Estadio                     | Fecha                | Hora                 | Espectadores         | Amonestado           | Expulsado            |            |            |
| ---------------------- | ---------- | -------------------- | --------------------------- | -------------------- | -------------------- | -------------------- | -------------------- | -------------------- | ---------- | ---------- |
| Tigres de Álica        |            | Tecos F.C.           | Nicolás Álvarez Ortega      | 24 de octubre        | 20:00                |                      |                      |                      |            |            |
| Durango                |            | ACF Zapotlanejo      | Francisco Zarco             | 24 de octubre        | 20:00                |                      |                      |                      |            |            |
| Leones Negros "B"      |            | Mineros de Fresnillo | La Primavera U. de G.       | 25 de octubre        | 11:00                |                      |                      |                      |            |            |
| Tritones Vallarta      |            | UAZ                  | Canchas Curiel              | 25 de octubre        | 16:00                |                      |                      |                      |            |            |
| Colima F.C.            |            | Cimarrones de Sonora | Colima                      | 25 de octubre        |                      |                      |                      |                      |            |            |
| La Piedad              |            | Ensenada F.C.        | Juan N. López               | 25 de octubre        | 19:00                |                      |                      |                      |            |            |
| Los Cabos United       |            | Guerreros de Autlán  | Don Koll                    | 25 de octubre        | 20:00                |                      |                      |                      |            |            |
| Grupo B                |            |                      |                             |                      |                      |                      |                      |                      |            |            |
| Local                  | Resultado  | Visitante            | Estadio                     | Fecha                | Hora                 | Espectadores         | Amonestado           | Expulsado            |            |            |
| UAT                    |            | Zacatepec F.C.       | Prof. Eugenio Alvizo Porras | 24 de octubre        | 10:00                |                      |                      |                      |            |            |
| Atlético Hidalgo       |            | Real Apodaca         | 10 de diciembre             | 24 de octubre        | 16:00                |                      |                      |                      |            |            |
| Zitácuaro              |            | C.D. Chilpancingo    | Ignacio López Rayón         | 24 de octubre        | 19:00                |                      |                      |                      |            |            |
| Halcones F.C.          |            | Gavilanes F.C.       | U.D. Hermanos López Rayón   | 25 de octubre        | 16:00                |                      |                      |                      |            |            |
| Cordobés F.C.          |            | Lobos ULMX           | Los Pinos                   | 25 de octubre        | 16:00                |                      |                      |                      |            |            |
| Ciervos F.C.           |            | Sporting Canamy      | Roberto González Velasquez  | 25 de octubre        | 16:00                |                      |                      |                      |            |            |
| Club Calor             |            | Santiago F.C.        | Reynosa                     | 25 de octubre        | 20:00                |                      |                      |                      |            |            |
| Grupo C                |            |                      |                             |                      |                      |                      |                      |                      |            |            |
| Local                  | Resultado  | Visitante            | Estadio                     | Fecha                | Hora                 | Espectadores         | Amonestado           | Expulsado            |            |            |
| Deportiva Venados      |            | Pioneros de Cancún   | Alonso Diego Molina         | 25 de octubre        | 10:30                |                      |                      |                      |            |            |
| Chapulineros de Oaxaca |            | Inter Playa          | Independiente MRCI          | 25 de octubre        | 16:30                |                      |                      |                      |            |            |
| Tapachula F.C.         |            | Jaguares F.C.        | Olímpico de Tapachula       | 25 de octubre        | 19:00                |                      |                      |                      |            |            |
| Celaya F.C.            |            | Héroes de Zaci       | Miguel Alemán Valdés        | 25 de octubre        | 19:00                |                      |                      |                      |            |            |
| Neza F.C.              |            | Cañoneros F.C.       | Municipal Claudio Suárez    | 26 de octubre        | 16:00                |                      |                      |                      |            |            |
| Racing de Veracruz     |            | Montañeses F.C.      | U.D. Hugo Sánchez           | 27 de octubre        | 20:05                |                      |                      |                      |            |            |
| DESCANSO:              | DESCANSO:  | DESCANSO:            | Dragones Toluca F.C.        | Dragones Toluca F.C. | Dragones Toluca F.C. | Dragones Toluca F.C. | Dragones Toluca F.C. | Dragones Toluca F.C. |            |            |

| Jornada 11           | Jornada 11 | Jornada 11             | Jornada 11                       | Jornada 11      | Jornada 11     | Jornada 11     | Jornada 11     | Jornada 11     |
| Grupo A              | Grupo A    | Grupo A                | Grupo A                          | Grupo A         | Grupo A        | Grupo A        | Grupo A        | Grupo A        |
| Local                | Resultado  | Visitante              | Estadio                          | Fecha           | Hora           | Espectadores   | Amonestado     | Expulsado      |
| -------------------- | ---------- | ---------------------- | -------------------------------- | --------------- | -------------- | -------------- | -------------- | -------------- |
| Tecos F.C.           |            | Los Cabos United       | Tres de Marzo                    | 7 de noviembre  | 18:00          |                |                |                |
| Cimarrones de Sonora |            | La Piedad              | Héroe de Nacozari                | 7 de noviembre  | 19:00          |                |                |                |
| Tritones Vallarta    |            | Tigres de Álica        | Canchas Curiel                   | 8 de noviembre  | 16:00          |                |                |                |
| Mineros de Fresnillo |            | Colima F.C.            | Minera Fresnillo                 | 8 de noviembre  | 17:00          |                |                |                |
| UAZ                  |            | ACF Zapotlanejo        | Carlos Vega Villalba             | 8 de noviembre  | 17:00          |                |                |                |
| Ensenada F.C.        |            | Durango                | Municipal de Ensenada            | 8 de noviembre  | 19:30          |                |                |                |
| Guerreros de Autlán  |            | Leones Negros "B"      | Unidad Deportiva Chapultepec     | 9 de noviembre  | 16:00          |                |                |                |
| Grupo B              |            |                        |                                  |                 |                |                |                |                |
| Local                | Resultado  | Visitante              | Estadio                          | Fecha           | Hora           | Espectadores   | Amonestado     | Expulsado      |
| Santiago F.C.        |            | UAT                    | La Capilla Soccer Park           | 7 de noviembre  | 18:00          |                |                |                |
| C.D. Chilpancingo    |            | Club Calor             | General Vicente Guerrero         | 8 de noviembre  | 12:00          |                |                |                |
| Halcones F.C.        |            | Cordobés F.C.          | U.D. Hermanos López Rayón        | 8 de noviembre  | 16:00          |                |                |                |
| Zacatepec F.C.       |            | Ciervos F.C.           | Mariano Matamoros                | 8 de noviembre  | 16:00          |                |                |                |
| Gavilanes F.C.       |            | Sporting Canamy        | El Hogar                         | 8 de noviembre  | 19:00          |                |                |                |
| Real Apodaca         |            | Zitácuaro              | Centenario del Ejército Mexicano | 9 de noviembre  | 17:00          |                |                |                |
| Lobos ULMX           |            | Atlético Hidalgo       | Miguel Alemán Valdés             | 10 de noviembre | 20:05          |                |                |                |
| Grupo C              |            |                        |                                  |                 |                |                |                |                |
| Local                | Resultado  | Visitante              | Estadio                          | Fecha           | Hora           | Espectadores   | Amonestado     | Expulsado      |
| Cañoneros F.C.       |            | Deportiva Venados      | Universidad Anáhuac Xalapa       | 7 de noviembre  | 18:00          |                |                |                |
| Inter Playa          |            | Celaya F.C.            | Mario Villanueva Madrid          | 7 de noviembre  | 20:00          |                |                |                |
| Dragones Toluca F.C. |            | Neza F.C.              | Unidad Cultural SNTE             | 8 de noviembre  | 16:00          |                |                |                |
| Pioneros de Cancún   |            | Tapachula F.C.         | Cancún 86                        | 8 de noviembre  | 16:00          |                |                |                |
| Jaguares F.C.        |            | Racing de Veracruz     | Víctor Manuel Reyna              | 8 de noviembre  | 19:00          |                |                |                |
| Montañeses F.C.      |            | Chapulineros de Oaxaca | Socum                            | 9 de noviembre  | 12:00          |                |                |                |
| DESCANSO:            | DESCANSO:  | DESCANSO:              | Héroes de Zaci                   | Héroes de Zaci  | Héroes de Zaci | Héroes de Zaci | Héroes de Zaci | Héroes de Zaci |

| Jornada 12             | Jornada 12 | Jornada 12           | Jornada 12                  | Jornada 12      | Jornada 12 | Jornada 12   | Jornada 12 | Jornada 12 | Jornada 12 | Jornada 12 |
| Grupo A                | Grupo A    | Grupo A              | Grupo A                     | Grupo A         | Grupo A    | Grupo A      | Grupo A    | Grupo A    | Grupo A    | Grupo A    |
| Local                  | Resultado  | Visitante            | Estadio                     | Fecha           | Hora       | Espectadores | Amonestado | Expulsado  |            |            |
| ---------------------- | ---------- | -------------------- | --------------------------- | --------------- | ---------- | ------------ | ---------- | ---------- | ---------- | ---------- |
| Durango                |            | Cimarrones de Sonora | Francisco Zarco             | 14 de noviembre | 20:00      |              |            |            |            |            |
| Leones Negros "B"      |            | Tecos F.C.           | La Primavera U. de G.       | 15 de noviembre | 11:00      |              |            |            |            |            |
| Colima F.C.            |            | Guerreros de Autlán  | Colima                      | 15 de noviembre | 16:00      |              |            |            |            |            |
| UAZ                    |            | Tigres de Álica      | Carlos Vega Villalba        | 15 de noviembre | 17:00      |              |            |            |            |            |
| Los Cabos United       |            | Tritones Vallarta    | Don Koll                    | 15 de noviembre | 20:00      |              |            |            |            |            |
| ACF Zapotlanejo        |            | Ensenada F.C.        | Miguel Hidalgo              | 16 de noviembre | 16:00      |              |            |            |            |            |
| La Piedad              |            | Mineros de Fresnillo | Juan N. López               | 17 de noviembre | 20:05      |              |            |            |            |            |
| Grupo B                |            |                      |                             |                 |            |              |            |            |            |            |
| Local                  | Resultado  | Visitante            | Estadio                     | Fecha           | Hora       | Espectadores | Amonestado | Expulsado  |            |            |
| UAT                    |            | C.D. Chilpancingo    | Prof. Eugenio Alvizo Porras | 14 de noviembre | 10:00      |              |            |            |            |            |
| Atlético Hidalgo       |            | Halcones F.C.        | 10 de diciembre             | 14 de noviembre | 16:00      |              |            |            |            |            |
| Zitácuaro              |            | Lobos ULMX           | Ignacio López Rayón         | 14 de noviembre | 19:00      |              |            |            |            |            |
| Ciervos F.C.           |            | Santiago F.C.        | Roberto González Velasquez  | 15 de noviembre | 16:00      |              |            |            |            |            |
| Sporting Canamy        |            | Zacatepec F.C.       | Centro Vacacional IMSS      | 15 de noviembre | 17:00      |              |            |            |            |            |
| Gavilanes F.C.         |            | Cordobés F.C.        | El Hogar                    | 15 de noviembre | 19:00      |              |            |            |            |            |
| Club Calor             |            | Real Apodaca         | Reynosa                     | 15 de noviembre | 20:00      |              |            |            |            |            |
| Grupo C                |            |                      |                             |                 |            |              |            |            |            |            |
| Local                  | Resultado  | Visitante            | Estadio                     | Fecha           | Hora       | Espectadores | Amonestado | Expulsado  |            |            |
| Héroes de Zaci         |            | Inter Playa          | Municipal Claudio Suárez    | 14 de noviembre | 19:00      |              |            |            |            |            |
| Deportiva Venados      |            | Dragones Toluca F.C. | Alonso Diego Molina         | 15 de noviembre | 10:30      |              |            |            |            |            |
| Chapulineros de Oaxaca |            | Jaguares F.C.        | Independiente MRCI          | 15 de noviembre | 16:30      |              |            |            |            |            |
| Tapachula F.C.         |            | Cañoneros F.C.       | Olímpico de Tapachula       | 15 de noviembre | 19:00      |              |            |            |            |            |
| Racing de Veracruz     |            | Pioneros de Cancún   | U.D. Hugo Sánchez           | 15 de noviembre | 19:00      |              |            |            |            |            |
| Celaya F.C.            |            | Montañeses F.C.      | Miguel Alemán Valdés        | 15 de noviembre | 19:00      |              |            |            |            |            |
| DESCANSO:              | DESCANSO:  | DESCANSO:            | Neza F.C.                   | Neza F.C.       | Neza F.C.  | Neza F.C.    | Neza F.C.  | Neza F.C.  |            |            |

| Jornada 13           | Jornada 13 | Jornada 13             | Jornada 13                       | Jornada 13      | Jornada 13  | Jornada 13   | Jornada 13  | Jornada 13  | Jornada 13 | Jornada 13 |
| Grupo A              | Grupo A    | Grupo A                | Grupo A                          | Grupo A         | Grupo A     | Grupo A      | Grupo A     | Grupo A     | Grupo A    | Grupo A    |
| Local                | Resultado  | Visitante              | Estadio                          | Fecha           | Hora        | Espectadores | Amonestado  | Expulsado   |            |            |
| -------------------- | ---------- | ---------------------- | -------------------------------- | --------------- | ----------- | ------------ | ----------- | ----------- | ---------- | ---------- |
| Cimarrones de Sonora |            | ACF Zapotlanejo        | Héroe de Nacozari                | 21 de noviembre | 19:00       |              |             |             |            |            |
| Tigres de Álica      |            | Los Cabos United       | Nicolás Álvarez Ortega           | 21 de noviembre | 20:00       |              |             |             |            |            |
| Tritones Vallarta    |            | Leones Negros "B"      | Canchas Curiel                   | 22 de noviembre | 16:00       |              |             |             |            |            |
| Mineros de Fresnillo |            | Durango                | Minera Fresnillo                 | 22 de noviembre | 17:00       |              |             |             |            |            |
| Ensenada F.C.        |            | UAZ                    | Municipal de Ensenada            | 22 de noviembre | 19:30       |              |             |             |            |            |
| Guerreros de Autlán  |            | La Piedad              | Unidad Deportiva Chapultepec     | 23 de noviembre | 16:00       |              |             |             |            |            |
| Tecos F.C.           |            | Colima F.C.            | Tres de Marzo                    | 24 de noviembre | 20:05       |              |             |             |            |            |
| Grupo B              |            |                        |                                  |                 |             |              |             |             |            |            |
| Local                | Resultado  | Visitante              | Estadio                          | Fecha           | Hora        | Espectadores | Amonestado  | Expulsado   |            |            |
| Santiago F.C.        |            | Sporting Canamy        | La Capilla Soccer Park           | 21 de noviembre | 18:00       |              |             |             |            |            |
| C.D. Chilpancingo    |            | Ciervos F.C.           | General Vicente Guerrero         | 22 de noviembre | 12:00       |              |             |             |            |            |
| Halcones F.C.        |            | Zitácuaro              | U.D. Hermanos López Rayón        | 22 de noviembre | 16:00       |              |             |             |            |            |
| Zacatepec F.C.       |            | Gavilanes F.C.         | Mariano Matamoros                | 22 de noviembre | 16:00       |              |             |             |            |            |
| Cordobés F.C.        |            | Atlético Hidalgo       | Los Pinos                        | 22 de noviembre | 16:00       |              |             |             |            |            |
| Lobos ULMX           |            | Club Calor             | Miguel Alemán Valdés             | 22 de noviembre | 18:00       |              |             |             |            |            |
| Real Apodaca         |            | UAT                    | Centenario del Ejército Mexicano | 23 de noviembre | 17:00       |              |             |             |            |            |
| Grupo C              |            |                        |                                  |                 |             |              |             |             |            |            |
| Local                | Resultado  | Visitante              | Estadio                          | Fecha           | Hora        | Espectadores | Amonestado  | Expulsado   |            |            |
| Cañoneros F.C.       |            | Racing de Veracruz     | Universidad Anáhuac Xalapa       | 21 de noviembre | 16:00       |              |             |             |            |            |
| Pioneros de Cancún   |            | Chapulineros de Oaxaca | Cancún 86                        | 22 de noviembre | 16:00       |              |             |             |            |            |
| Dragones Toluca F.C. |            | Tapachula F.C.         | Unidad Cultural SNTE             | 22 de noviembre | 16:00       |              |             |             |            |            |
| Jaguares F.C.        |            | Celaya F.C.            | Víctor Manuel Reyna              | 22 de noviembre | 19:00       |              |             |             |            |            |
| Montañeses F.C.      |            | Héroes de Zaci         | Socum                            | 23 de noviembre | 12:00       |              |             |             |            |            |
| Neza F.C.            |            | Deportiva Venados      | Municipal Claudio Suárez         | 23 de noviembre | 16:00       |              |             |             |            |            |
| DESCANSO:            | DESCANSO:  | DESCANSO:              | Inter Playa                      | Inter Playa     | Inter Playa | Inter Playa  | Inter Playa | Inter Playa |            |            |

## Tabla general de clasificación
| Pos. | Equipo                 | Pts. | PJ | G | E | P | GF | GC | Dif. | Clasificación                                     |
| ---- | ---------------------- | ---- | -- | - | - | - | -- | -- | ---- | ------------------------------------------------- |
| 1    | ACF Zapotlanejo        | 0    | 0  | 0 | 0 | 0 | 0  | 0  | 0    | Semifinales de la liguilla de ascenso             |
| 2    | Atlético Hidalgo       | 0    | 0  | 0 | 0 | 0 | 0  | 0  | 0    | Semifinales de la liguilla de filiales            |
| 3    | Club Calor             | 0    | 0  | 0 | 0 | 0 | 0  | 0  | 0    | Semifinales de la liguilla de ascenso             |
| 4    | Cañoneros F.C.         | 0    | 0  | 0 | 0 | 0 | 0  | 0  | 0    | Semifinales de la liguilla de ascenso             |
| 5    | Celaya F.C.            | 0    | 0  | 0 | 0 | 0 | 0  | 0  | 0    | Semifinales de la liguilla de filiales            |
| 6    | Chapulineros de Oaxaca | 0    | 0  | 0 | 0 | 0 | 0  | 0  | 0    | Reclasificación de la liguilla de ascenso         |
| 7    | C.D. Chilpancingo      | 0    | 0  | 0 | 0 | 0 | 0  | 0  | 0    | Reclasificación de la liguilla de ascenso         |
| 8    | Ciervos F.C.           | 0    | 0  | 0 | 0 | 0 | 0  | 0  | 0    | Reclasificación de la liguilla de ascenso         |
| 9    | Cimarrones de Sonora   | 0    | 0  | 0 | 0 | 0 | 0  | 0  | 0    | Reclasificación de la liguilla de ascenso         |
| 10   | Colima F.C.            | 0    | 0  | 0 | 0 | 0 | 0  | 0  | 0    | Reclasificación de la liguilla de ascenso         |
| 11   | Cordobés F.C.          | 0    | 0  | 0 | 0 | 0 | 0  | 0  | 0    | Reclasificación de la liguilla de ascenso         |
| 12   | Deportiva Venados      | 0    | 0  | 0 | 0 | 0 | 0  | 0  | 0    | Reclasificación de la liguilla de ascenso         |
| 13   | Dragones Toluca        | 0    | 0  | 0 | 0 | 0 | 0  | 0  | 0    | Reclasificación de la liguilla de ascenso         |
| 14   | Durango                | 0    | 0  | 0 | 0 | 0 | 0  | 0  | 0    | Reclasificación de la liguilla de ascenso         |
| 15   | Ensenada F.C.          | 0    | 0  | 0 | 0 | 0 | 0  | 0  | 0    | Posible reclasificación de la liguilla de ascenso |
| 16   | Gavilanes F.C.         | 0    | 0  | 0 | 0 | 0 | 0  | 0  | 0    | Posible reclasificación de la liguilla de ascenso |
| 17   | Guerreros de Autlán    | 0    | 0  | 0 | 0 | 0 | 0  | 0  | 0    |                                                   |
| 18   | Halcones F.C.          | 0    | 0  | 0 | 0 | 0 | 0  | 0  | 0    |                                                   |
| 19   | Héroes de Zaci         | 0    | 0  | 0 | 0 | 0 | 0  | 0  | 0    | Posible reclasificación de la liguilla de ascenso |
| 20   | Inter Playa            | 0    | 0  | 0 | 0 | 0 | 0  | 0  | 0    |                                                   |
| 21   | Jaguares F.C.          | 0    | 0  | 0 | 0 | 0 | 0  | 0  | 0    |                                                   |
| 22   | La Piedad              | 0    | 0  | 0 | 0 | 0 | 0  | 0  | 0    |                                                   |
| 23   | Leones Negros "B"      | 0    | 0  | 0 | 0 | 0 | 0  | 0  | 0    | Semifinales de la liguilla de filiales            |
| 24   | Lobos ULMX             | 0    | 0  | 0 | 0 | 0 | 0  | 0  | 0    |                                                   |
| 25   | Los Cabos United       | 0    | 0  | 0 | 0 | 0 | 0  | 0  | 0    |                                                   |
| 26   | Mineros de Fresnillo   | 0    | 0  | 0 | 0 | 0 | 0  | 0  | 0    | Semifinales de la liguilla de filiales            |
| 27   | Montañeses F.C.        | 0    | 0  | 0 | 0 | 0 | 0  | 0  | 0    |                                                   |
| 28   | Neza F.C.              | 0    | 0  | 0 | 0 | 0 | 0  | 0  | 0    |                                                   |
| 29   | Pioneros de Cancún     | 0    | 0  | 0 | 0 | 0 | 0  | 0  | 0    |                                                   |
| 30   | Racing de Veracruz     | 0    | 0  | 0 | 0 | 0 | 0  | 0  | 0    |                                                   |
| 31   | Real Apodaca           | 0    | 0  | 0 | 0 | 0 | 0  | 0  | 0    |                                                   |
| 32   | Santiago F.C.          | 0    | 0  | 0 | 0 | 0 | 0  | 0  | 0    |                                                   |
| 33   | Sporting Canamy        | 0    | 0  | 0 | 0 | 0 | 0  | 0  | 0    |                                                   |
| 34   | Tapachula F.C.         | 0    | 0  | 0 | 0 | 0 | 0  | 0  | 0    |                                                   |
| 35   | Tecos F.C.             | 0    | 0  | 0 | 0 | 0 | 0  | 0  | 0    |                                                   |
| 36   | Tigres de Álica        | 0    | 0  | 0 | 0 | 0 | 0  | 0  | 0    |                                                   |
| 37   | Tritones Vallarta      | 0    | 0  | 0 | 0 | 0 | 0  | 0  | 0    |                                                   |
| 38   | UAT                    | 0    | 0  | 0 | 0 | 0 | 0  | 0  | 0    |                                                   |
| 39   | UAZ                    | 0    | 0  | 0 | 0 | 0 | 0  | 0  | 0    |                                                   |
| 40   | Zacatepec              | 0    | 0  | 0 | 0 | 0 | 0  | 0  | 0    |                                                   |
| 41   | Zitácuaro              | 0    | 0  | 0 | 0 | 0 | 0  | 0  | 0    |                                                   |

Los primeros partidos se disputarán el 22 de agosto de 2025.
 Fuente: Liga Premier FMF
Criterios de clasificación: Puntos · Diferencia de goles · Goles a favor · Cociente

## Tabla de clasificación por grupos

### Grupo 1
| Pos. | Equipo               | Pts. | PJ | G | E | P | GF | GC | Dif. | Clasificación                                     |
| ---- | -------------------- | ---- | -- | - | - | - | -- | -- | ---- | ------------------------------------------------- |
| 1    | ACF Zapotlanejo      | 0    | 0  | 0 | 0 | 0 | 0  | 0  | 0    | Semifinales de la liguilla de ascenso             |
| 2    | Cimarrones de Sonora | 0    | 0  | 0 | 0 | 0 | 0  | 0  | 0    | Reclasificación de la liguilla de ascenso         |
| 3    | Colima F.C.          | 0    | 0  | 0 | 0 | 0 | 0  | 0  | 0    | Reclasificación de la liguilla de ascenso         |
| 4    | Durango              | 0    | 0  | 0 | 0 | 0 | 0  | 0  | 0    | Reclasificación de la liguilla de ascenso         |
| 5    | Ensenada F.C.        | 0    | 0  | 0 | 0 | 0 | 0  | 0  | 0    | Posible reclasificación de la liguilla de ascenso |
| 6    | Guerreros de Autlán  | 0    | 0  | 0 | 0 | 0 | 0  | 0  | 0    |                                                   |
| 7    | La Piedad            | 0    | 0  | 0 | 0 | 0 | 0  | 0  | 0    |                                                   |
| 8    | Leones Negros "B"    | 0    | 0  | 0 | 0 | 0 | 0  | 0  | 0    | Semifinales de la liguilla de filiales            |
| 9    | Los Cabos United     | 0    | 0  | 0 | 0 | 0 | 0  | 0  | 0    |                                                   |
| 10   | Mineros de Fresnillo | 0    | 0  | 0 | 0 | 0 | 0  | 0  | 0    | Semifinales de la liguilla de filiales            |
| 11   | Tecos F.C.           | 0    | 0  | 0 | 0 | 0 | 0  | 0  | 0    |                                                   |
| 12   | Tigres de Álica      | 0    | 0  | 0 | 0 | 0 | 0  | 0  | 0    |                                                   |
| 13   | Tritones Vallarta    | 0    | 0  | 0 | 0 | 0 | 0  | 0  | 0    |                                                   |
| 14   | UAZ                  | 0    | 0  | 0 | 0 | 0 | 0  | 0  | 0    |                                                   |

Los primeros partidos se disputarán el 22 de agosto de 2025.
 Fuente: Liga Premier FMF
Criterios de clasificación: Puntos · Diferencia de goles · Goles a favor · Cociente

### Grupo 2
| Pos. | Equipo            | Pts. | PJ | G | E | P | GF | GC | Dif. | Clasificación                                     |
| ---- | ----------------- | ---- | -- | - | - | - | -- | -- | ---- | ------------------------------------------------- |
| 1    | Atlético Hidalgo  | 0    | 0  | 0 | 0 | 0 | 0  | 0  | 0    | Semifinales de la liguilla de filiales            |
| 2    | Club Calor        | 0    | 0  | 0 | 0 | 0 | 0  | 0  | 0    | Semifinales de la liguilla de ascenso             |
| 3    | C.D. Chilpancingo | 0    | 0  | 0 | 0 | 0 | 0  | 0  | 0    | Reclasificación de la liguilla de ascenso         |
| 4    | Ciervos F.C.      | 0    | 0  | 0 | 0 | 0 | 0  | 0  | 0    | Reclasificación de la liguilla de ascenso         |
| 5    | Cordobés F.C.     | 0    | 0  | 0 | 0 | 0 | 0  | 0  | 0    | Reclasificación de la liguilla de ascenso         |
| 6    | Gavilanes F.C.    | 0    | 0  | 0 | 0 | 0 | 0  | 0  | 0    | Posible reclasificación de la liguilla de ascenso |
| 7    | Halcones F.C.     | 0    | 0  | 0 | 0 | 0 | 0  | 0  | 0    |                                                   |
| 8    | Lobos ULMX        | 0    | 0  | 0 | 0 | 0 | 0  | 0  | 0    |                                                   |
| 9    | Real Apodaca      | 0    | 0  | 0 | 0 | 0 | 0  | 0  | 0    |                                                   |
| 10   | Santiago F.C.     | 0    | 0  | 0 | 0 | 0 | 0  | 0  | 0    |                                                   |
| 11   | Sporting Canamy   | 0    | 0  | 0 | 0 | 0 | 0  | 0  | 0    |                                                   |
| 12   | UAT               | 0    | 0  | 0 | 0 | 0 | 0  | 0  | 0    |                                                   |
| 13   | Zacatepec         | 0    | 0  | 0 | 0 | 0 | 0  | 0  | 0    |                                                   |
| 14   | Zitácuaro         | 0    | 0  | 0 | 0 | 0 | 0  | 0  | 0    |                                                   |

Los primeros partidos se disputarán el 22 de agosto de 2025.
 Fuente: Liga Premier FMF
Criterios de clasificación: Puntos · Diferencia de goles · Goles a favor · Cociente

### Grupo 3
| Pos. | Equipo                 | Pts. | PJ | G | E | P | GF | GC | Dif. | Clasificación                                     |
| ---- | ---------------------- | ---- | -- | - | - | - | -- | -- | ---- | ------------------------------------------------- |
| 1    | Cañoneros F.C.         | 0    | 0  | 0 | 0 | 0 | 0  | 0  | 0    | Semifinales de la liguilla de ascenso             |
| 2    | Celaya F.C.            | 0    | 0  | 0 | 0 | 0 | 0  | 0  | 0    | Semifinales de la liguilla de filiales            |
| 3    | Chapulineros de Oaxaca | 0    | 0  | 0 | 0 | 0 | 0  | 0  | 0    | Reclasificación de la liguilla de ascenso         |
| 4    | Deportiva Venados      | 0    | 0  | 0 | 0 | 0 | 0  | 0  | 0    | Reclasificación de la liguilla de ascenso         |
| 5    | Dragones Toluca        | 0    | 0  | 0 | 0 | 0 | 0  | 0  | 0    | Reclasificación de la liguilla de ascenso         |
| 6    | Héroes de Zaci         | 0    | 0  | 0 | 0 | 0 | 0  | 0  | 0    | Posible reclasificación de la liguilla de ascenso |
| 7    | Inter Playa            | 0    | 0  | 0 | 0 | 0 | 0  | 0  | 0    |                                                   |
| 8    | Jaguares F.C.          | 0    | 0  | 0 | 0 | 0 | 0  | 0  | 0    |                                                   |
| 9    | Montañeses F.C.        | 0    | 0  | 0 | 0 | 0 | 0  | 0  | 0    |                                                   |
| 10   | Neza F.C.              | 0    | 0  | 0 | 0 | 0 | 0  | 0  | 0    |                                                   |
| 11   | Pioneros de Cancún     | 0    | 0  | 0 | 0 | 0 | 0  | 0  | 0    |                                                   |
| 12   | Racing de Veracruz     | 0    | 0  | 0 | 0 | 0 | 0  | 0  | 0    |                                                   |
| 13   | Tapachula F.C.         | 0    | 0  | 0 | 0 | 0 | 0  | 0  | 0    |                                                   |

Los primeros partidos se disputarán el 22 de agosto de 2025.
 Fuente: Liga Premier FMF
Criterios de clasificación: Puntos · Diferencia de goles · Goles a favor · Cociente